# Po trupach do ciebie
Po trupach do ciebie – pierwszy singel polskiej piosenkarki Kasi Lins z jej czwartego albumu studyjnego, zatytułowanego Omen. Singel został wydany 25 maja 2023.
Piosenka była nominowana do nagrody polskiego przemysłu fonograficznego Fryderyka w kategorii „teledysk roku”.

## Geneza utworu i historia wydania
Utwór napisali i skomponowali Katarzyna Zielińska i Karol Lakomiec, natomiast za produkcję piosenki odpowiadają Katarzyna Zielińska, Karol Lakomiec i Arkadiusz Kopera.
Singel ukazał się w formacie digital download 25 maja 2023 w Polsce za pośrednictwem wytwórni płytowej Polydor Records w dystrybucji Universal Music Polska. Piosenka została umieszczona na czwartym albumie studyjnym Lins – Omen.
W lutym 2024 singel uzyskał nominację do nagrody polskiego przemysłu fonograficznego Fryderyka w kategorii „teledysk roku”.

## Teledysk
Do utworu powstał teledysk w reżyserii samej piosenkarki, Macieja Bieruta i Karola Łakomca, który udostępniono w dniu premiery singla za pośrednictwem serwisu YouTube.

## Lista utworów
- Digital download[2]

1. „Po trupach do ciebie” – 3:30

## Wyróżnienia
| Rok  | Konkurs        | Kategoria     | Rezultat  |
| ---- | -------------- | ------------- | --------- |
| 2024 | Fryderyki 2024 | Teledysk roku | Nominacja |